# Jeskyně Blanických rytířů
Jeskyně Blanických rytířů je uměle vytvořená pískovcová jeskyně nacházející se u Rudky, nedaleko Kunštátu v okrese Blansko.
První nápad na vytvoření umělé jeskyně dostal uzenář a starosta Kunštátu František Burian, poté co Stanislav Rolínek dokončil třináctimetrovou sochu Tomáše Garrigue Masaryka, slavnostně odhalenou 28. října 1928. Práce na jeskyni byly zahájeny bezprostředně poté v listopadu 1928. První vznikl lev u vstupu a stejně jako T.G. Masaryka, ani lva Rolínek do té doby neviděl. Předlohou se mu staly fotografie. Jako druhý vznikl strážce jeskyně a po něm další postavy. V jeskyni bylo vytvořeno 17 soch blanických rytířů, včetně sochy svatého Václava a soch tří legionářů. Část soch však musela být, stejně jako Masaryk, za okupace odstraněna. Největší rytíři jsou strážci svatováclavské koruny měřící přes tři metry. V červenci roku 1931 Rolínek na následky vleklé nemoci zemřel a sochy v rytířském sále podle jeho návrhů dokončovali jiní. Za sálem měly podle původního návrhu být ještě stáje, zbrojnice a chodba slavných. K jejich realizaci však již nedošlo. Osobně tesal však i mecenáš Burian a to dětskou jeskyňku se Sněhurkou a sedmi trpaslíky. Trpaslíci byli ale v roce 1962 zničeni. Jména trpaslíků - Prófa, Kejchal, Rejpal, Šmudla, Stydlín, Štístko, Dřimal. Trpaslíci byli obnoveni v roce 1994, po navrácení jeskyně vnučce Františka Buriana Zdeňce Popelkové.
Poblíž jeskyně byla postavena rozhledna, penzión a koupaliště se dvěma bazény. Koupaliště však později zaniklo.
Jeskyně se nyní nachází v oploceném areálu společně s Burianovou rozhlednou i zbytky sochy TGM. Ta byla za druhé světové války skryta za nadstavbou, avšak po udání byla zničena, dochovány zůstaly pouze boty postavy a její obrys na skále. V areálu jsou k vidění i sochařské výtvory z mezinárodních sympózií. V okolí jeskyně je vysazeno množství exotických dřevin.

## Fotogalerie

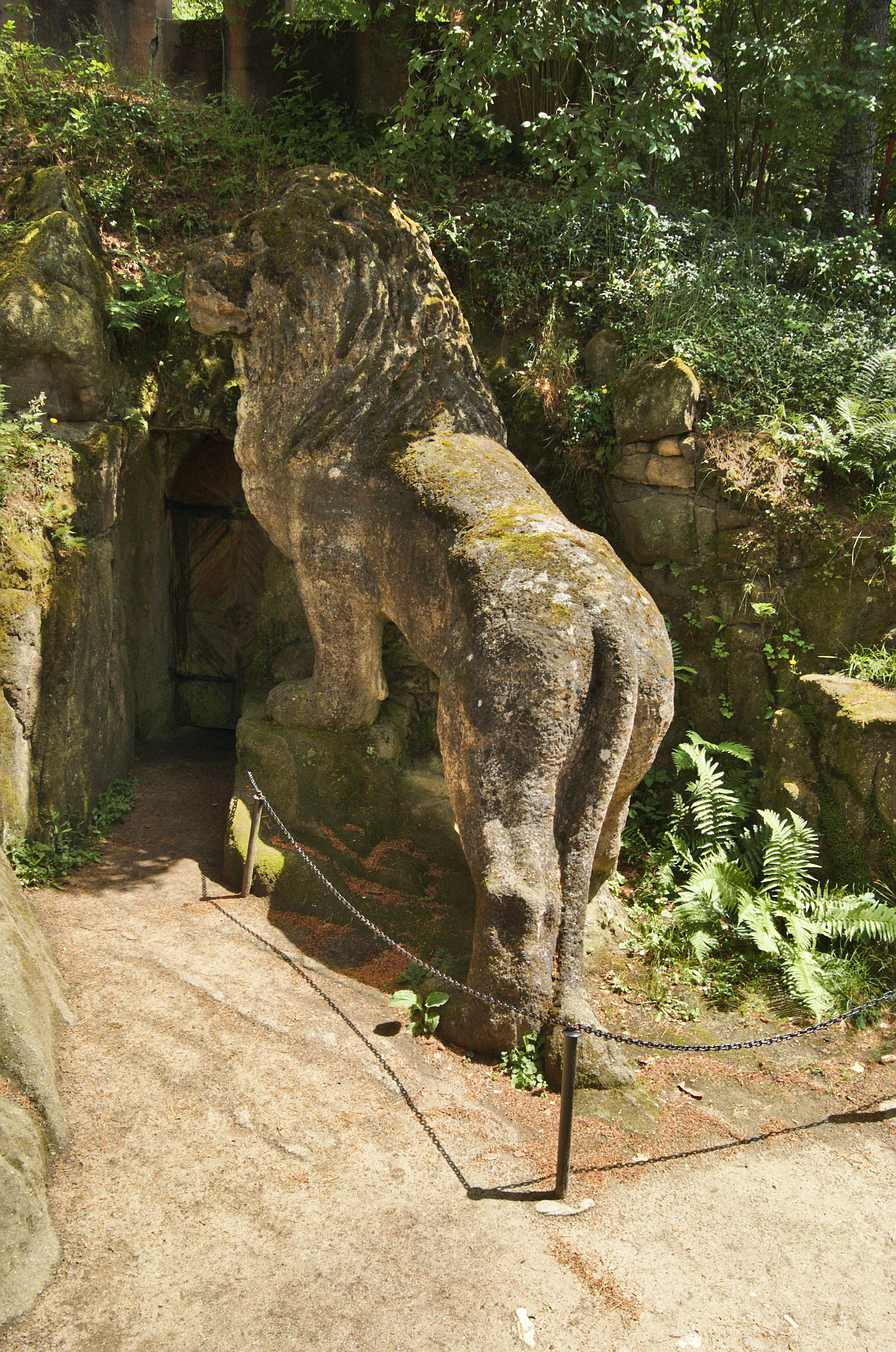
Lev před jeskyní
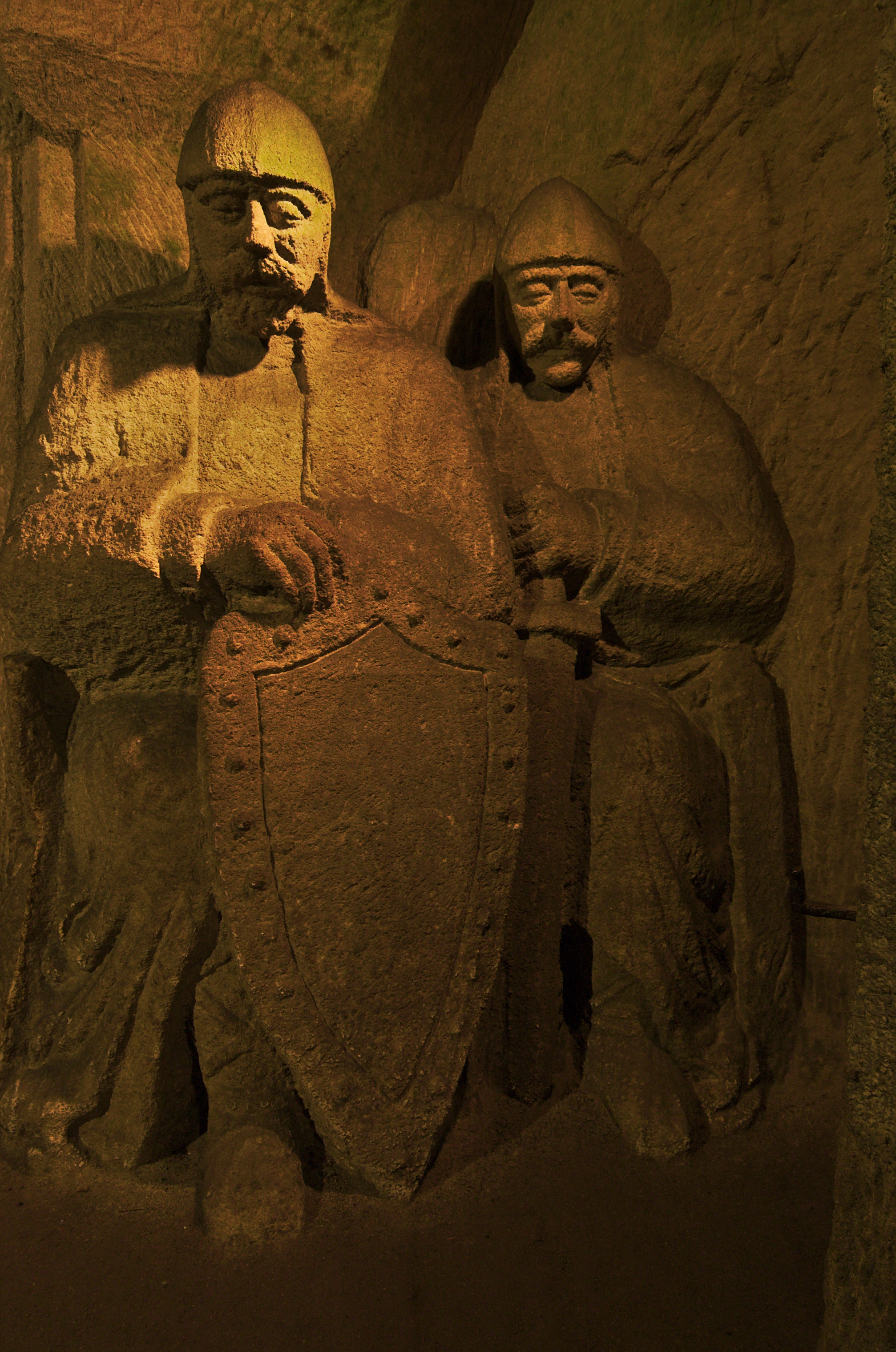
Rytíři v jeskyni
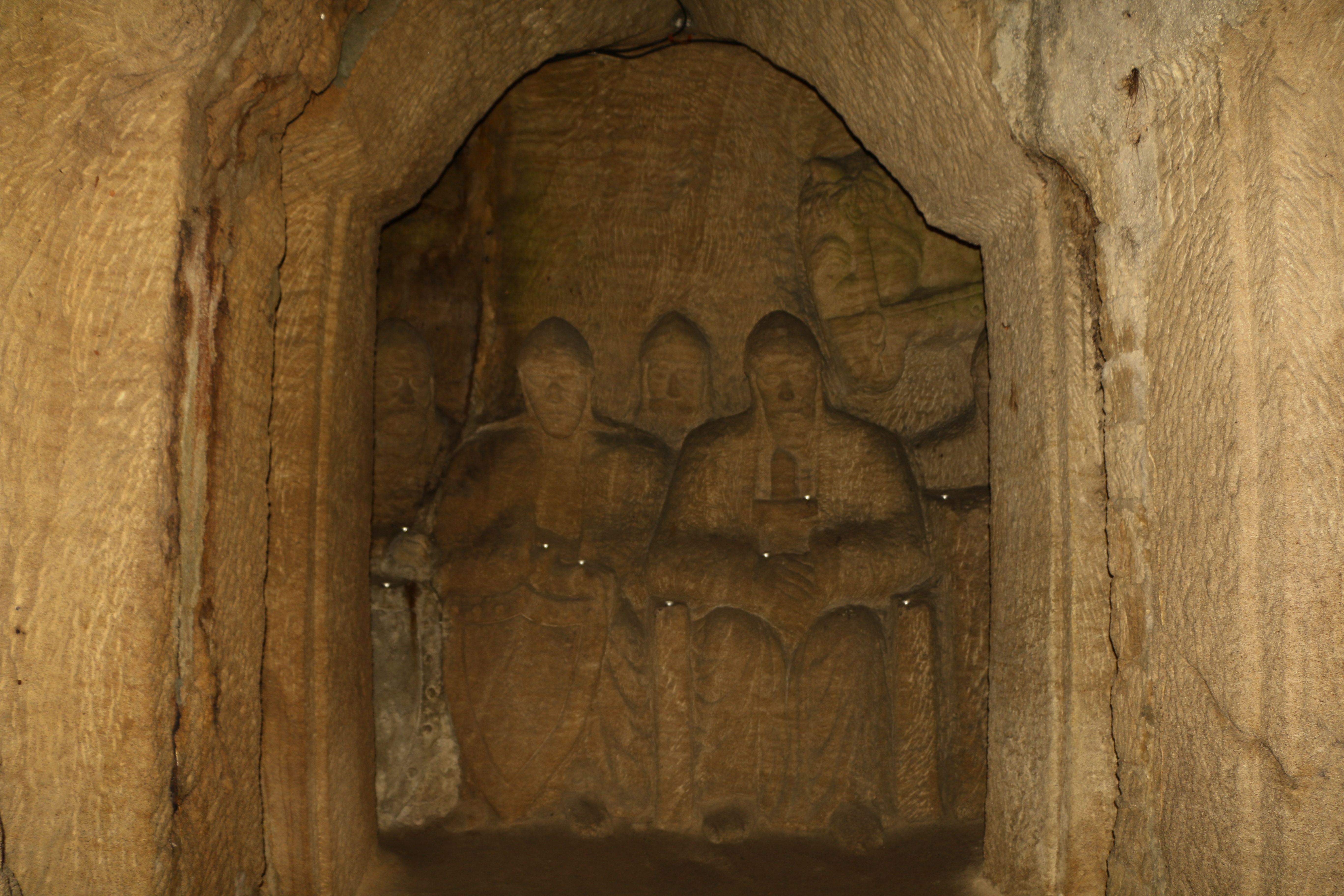
Skupina rytířů v jeskyni
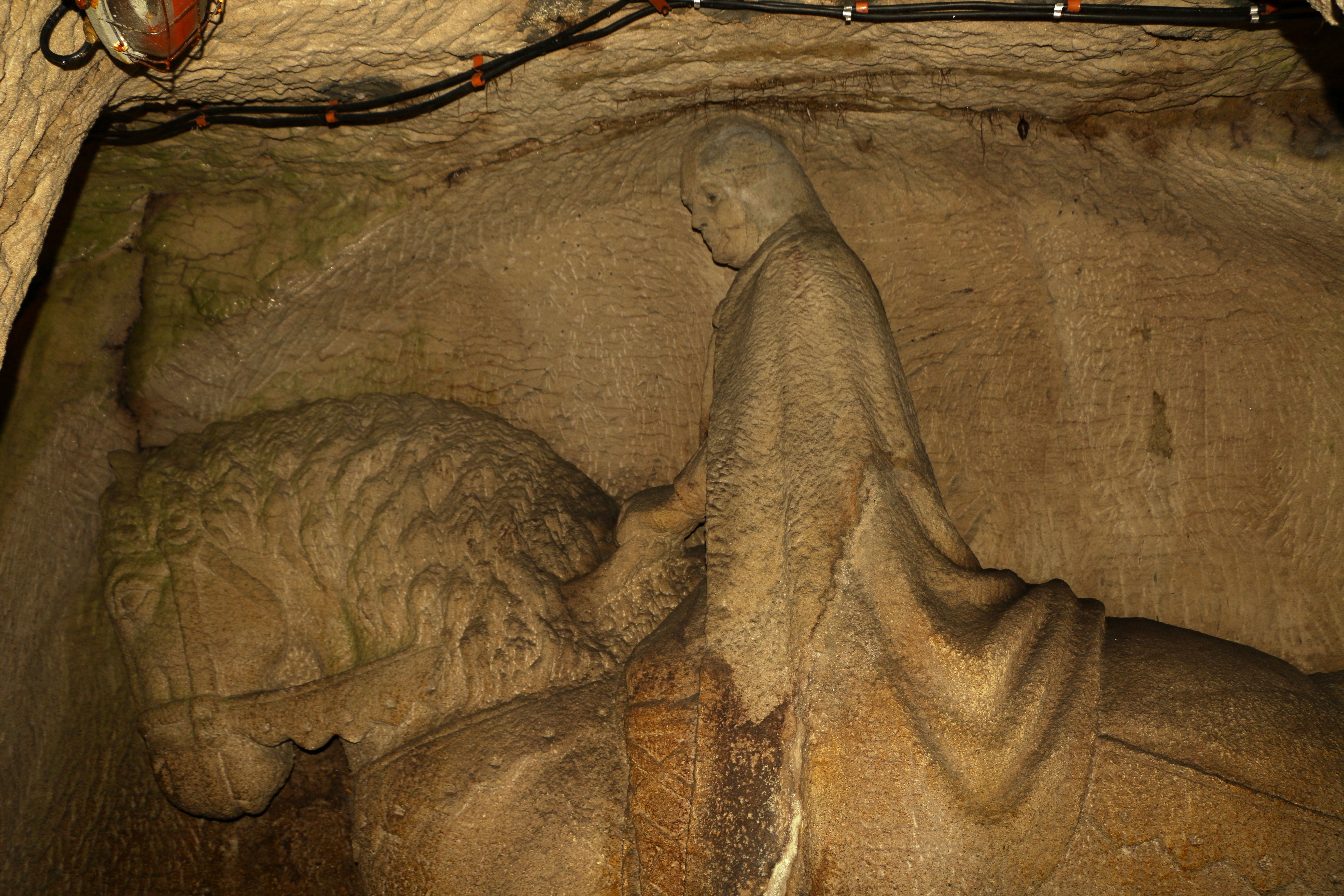
Svatý Václav
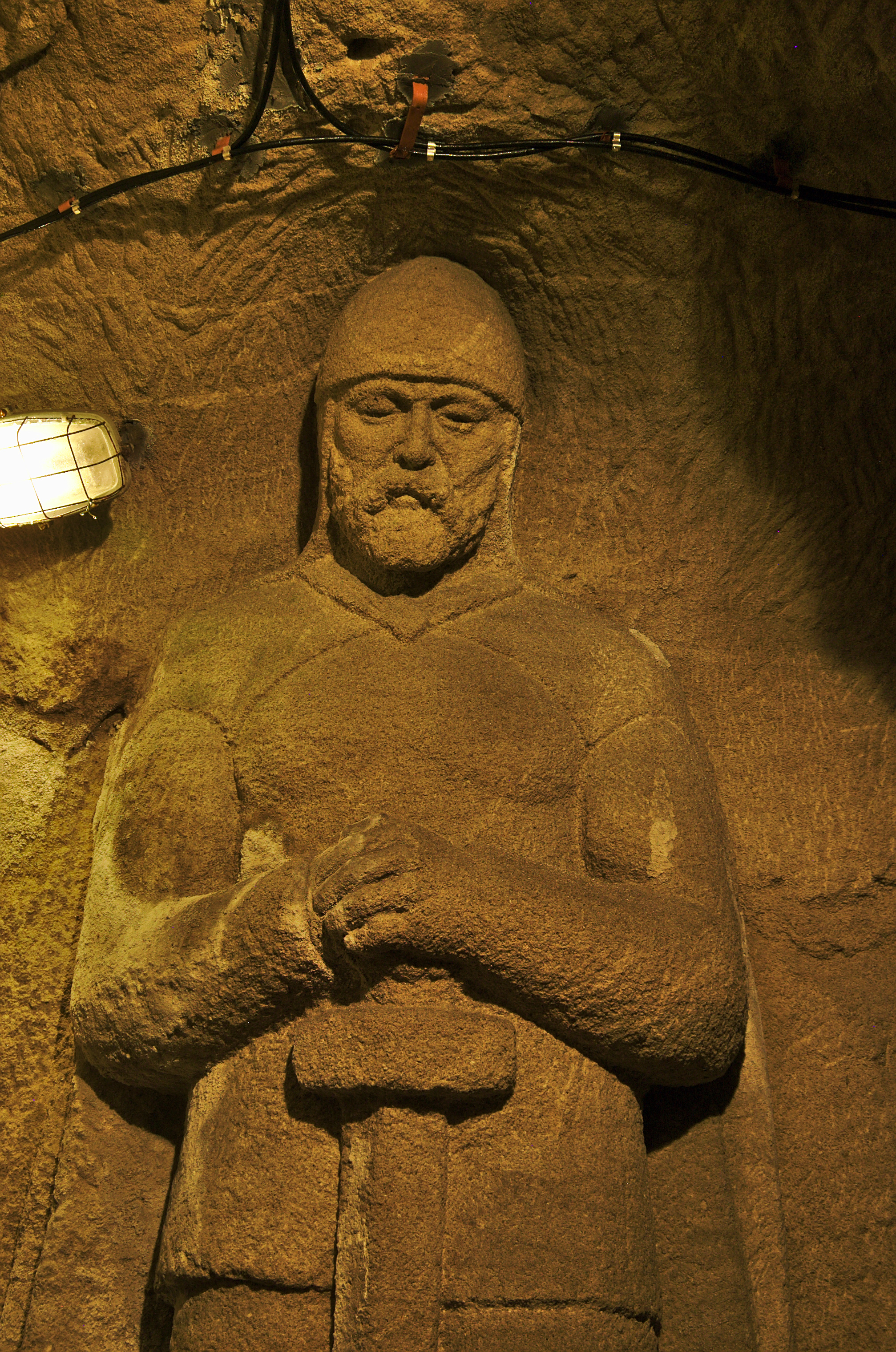
Rytíř v jeskyni
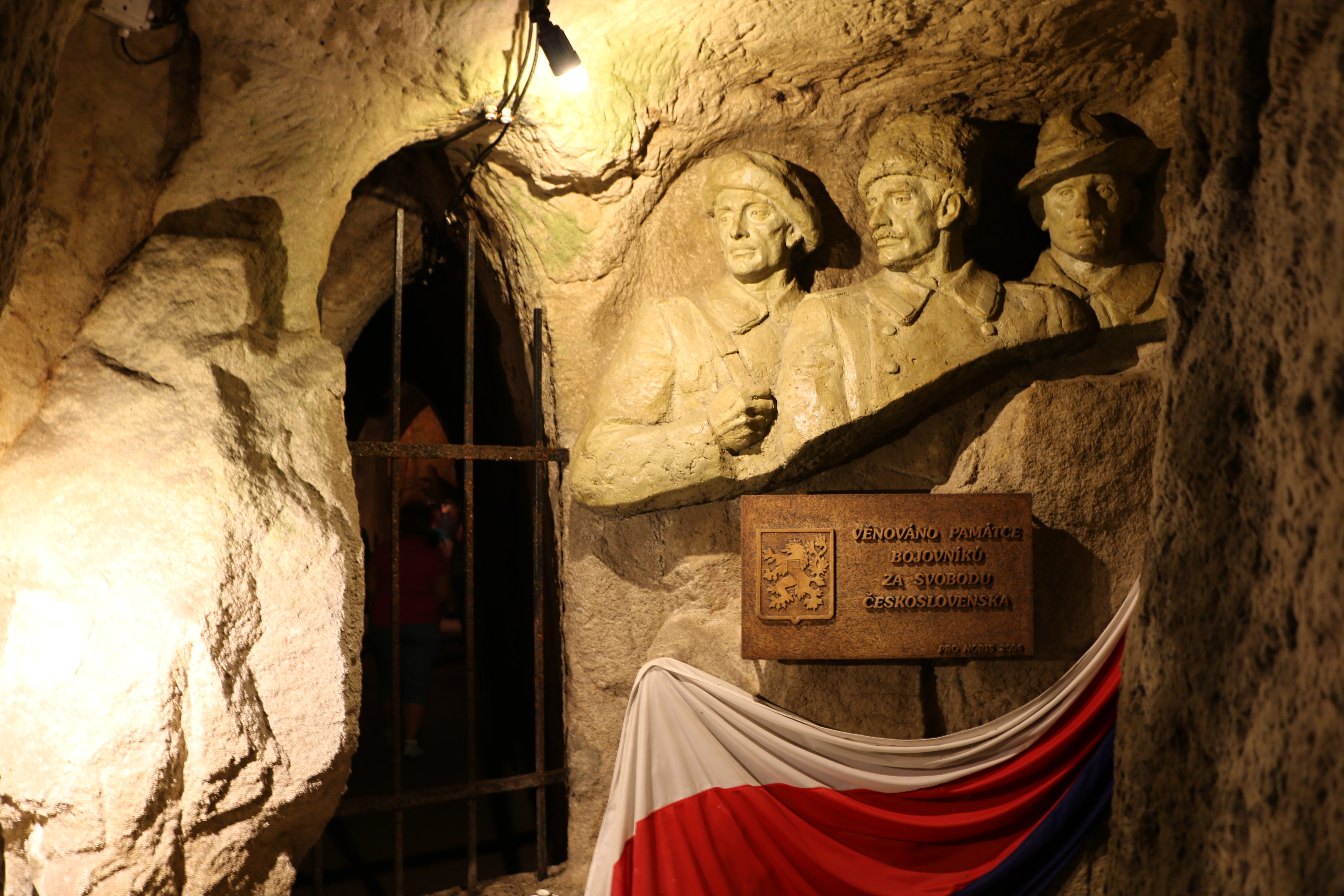
Legionáři
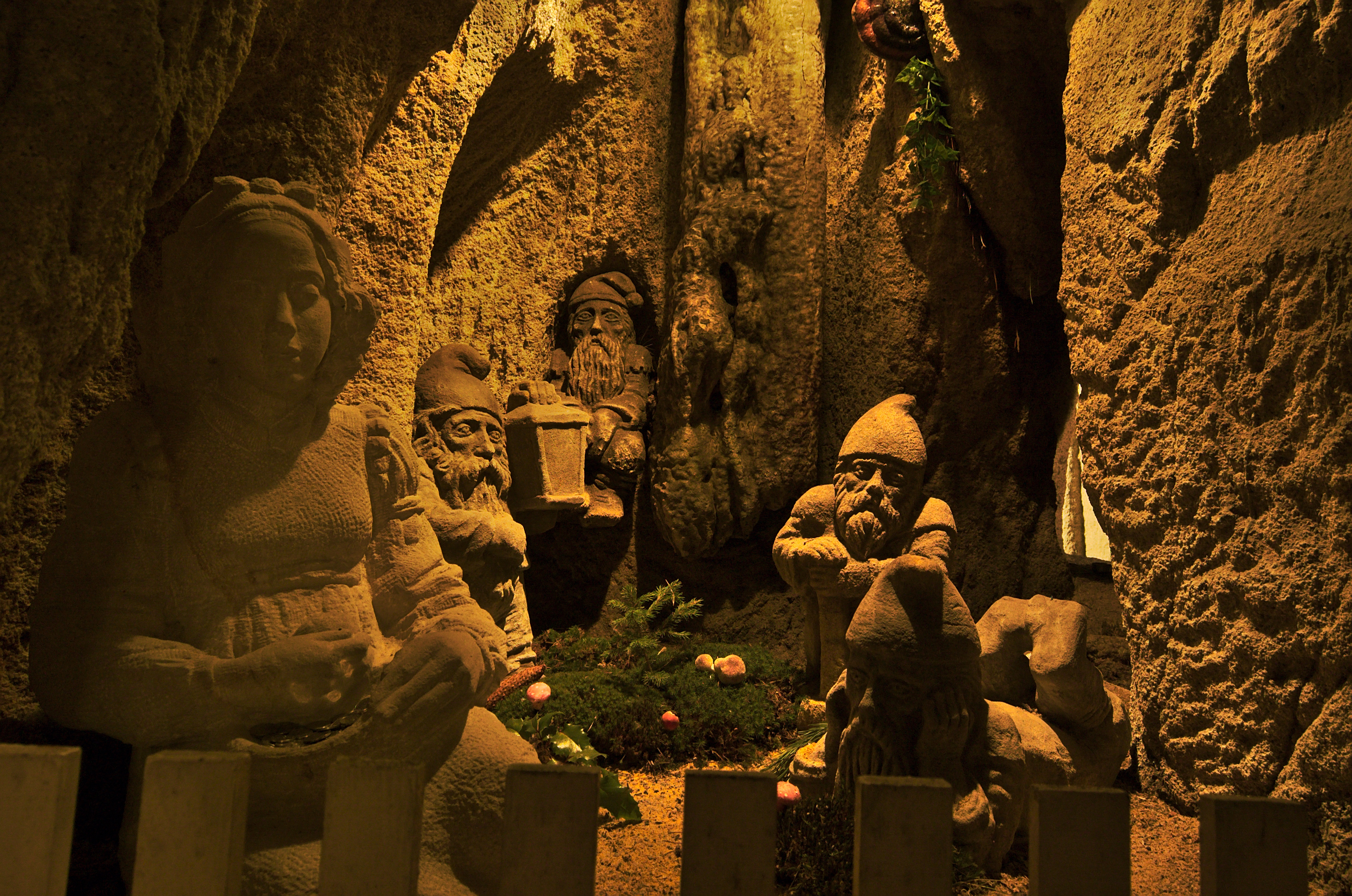
Trpaslíci